# Rhynchochlora chlerogopsis
Rhynchochlora chlerogopsis là một loài Hymenoptera trong họ Halictidae. Loài này được Engel mô tả khoa học năm 2007.